# ألفارو لوبيز (راكب الكنو)
ألفارو لوبيز (بالإسبانية: Álvaro López)‏ هو راكب الكنو إسباني، ولد في 13 فبراير 1952.

## وصلات خارجية
- ألفارو لوبيز على موقع أوليمبيديا (الإنجليزية)